# Was Google wirklich will
Was Google wirklich will – Wie der einflussreichste Konzern der Welt unsere Zukunft verändert ist ein 2015 im Verlag Deutsche Verlags-Anstalt erschienenes Sachbuch des Spiegel-Journalisten Thomas Schulz über den Konzern Google.

## Inhalt
Der 1973 geborene Thomas Schulz konnte für das Buch mit vielen wichtigen Google-Persönlichkeiten sprechen, er führte über 100 Interviews in der Firmenzentrale.
Der Autor erzählt die Geschichte der Firma und porträtiert ihre Gründer, gibt einen Überblick über ihre Produkte und skizziert die Ideen hinter Google.
Die Gründer, Larry Page und Sergey Brin, werden als sehr unterschiedliche Typen charakterisiert. Die im Silicon Valley und auch bei Google häufig anzutreffende Kalifornische Ideologie wird dargestellt. Die Philosophie des „10x“ ist zentral bei Google: Alles, was Google anpackt, muss 10 Mal besser als das Bisherige sein.
Beschrieben werden verschiedene Google-Projekte, wie das Google-Labor X, Internet mit Ballons (Project Loon), Strategien gegen das Altern (Calico), Robotik, fliegende Windgeneratoren (Makani), die Entwicklung von Quantenrechnern und das Autonome Fahren (vgl. Waymo).

## Rezeption
„Thomas Schulz als offenbar gut vernetzter Silicon-Valley-Journalist präsentiert mit seinem flott geschriebenen Buch eine interessante, wenn auch etwas unkritisch erscheinende Nahaufnahme des möglicherweise mächtigsten Konzerns der Welt.“

„(Schulz charakterisiere) ...im flotten, angenehm zu lesenden Duktus zunächst die jeweils für die Entwicklung und die Projekte Verantwortlichen... (und danach) ...die meist als genial, mindestens außergewöhnlich beurteilten Ideen und ihre operative Umsetzung.“

## Ausgaben
- Thomas Schulz: Was Google wirklich will – Wie der einflussreichste Konzern der Welt unsere Zukunft verändert, Deutsche Verlags-Anstalt, München 2015, ISBN 978-3-421-04710-6.
- Thomas Schulz: Was Google wirklich will – Wie der einflussreichste Konzern der Welt unsere Zukunft verändert, 3. Auflage. Penguin, München 2017, ISBN 978-3-328-10143-7.